# 圣卢斯 (巴伊亚州)
圣卢斯（葡萄牙語：Santaluz）是巴西巴伊亚州的一个市镇。总面积1597.202平方公里，总人口31189人，人口密度19.5人/平方公里。